# Procurator XX hereditatium
Il procurator XX hereditatium era un procuratore di rango equestre che si occupava per l'imperatore della riscossione della tassa sull'eredità dei cittadini romani, gravante per 1/20 (5%) sul totale dei beni. La tassa, che venne istituita da Augusto, fu in primo tempo affidata alle cure di un liberto, poi nel corso del I d.C., ad un cavaliere.
Svetonio racconta che Augusto, quando gli venivano lasciate parti di eredità da chiunque, aveva l'abitudine di restituirle immediatamente ai figli del defunto o, nel caso fossero troppo giovani, di restituirle il giorno in cui questi avessero indossato la toga virile, oppure il giorno delle nozze, addirittura aggiungendovi qualcosa di suo.

## Funzioni
La carica riguardava il controllo sulla riscossione sull'eredità dei cittadini dell'intero Impero e quindi aveva sede in Roma, dove giungevano i contributi versati nelle singole province ed in Italia. Il procurator XX hereditatium era nominato direttamente dall'imperatore a cui solo rendeva conto. Sotto la sua autorità aveva un comitatus di liberti e schiavi, che organizzavano questo particolare ufficio dell'imposizione indiretta. Indiretta, poiché era indirizzata unicamente ai soli cittadini romani.
La procuratela XX hereditatium era un incarico di carattere finanziario, di grande importanza, situato fra le cariche ducenarie di maggior rilievo.